# David Zec
David Zec (Kranj, 5 januari 2000) is een voetballer met de Sloveense nationaliteit die doorgaans als centrale verdediger speelt. In 2017 maakte hij zijn debuut in het betaald voetbal voor ND Triglav Kranj in de 2. slovenska nogometna liga . In januari 2024 debuteerde hij in het Sloveens nationale elftal. Een jaar later, in januari 2025, stapte hij over van NK Celje naar Holstein Kiel.

## Clubloopbaan

### Jeugd
Zec sloot zich in 2006 aan bij de jeugdopleiding van ND Triglav Kranj. Hij doorliep alle jeugdelftallen en maakte in het seizoen 2017/18 de overstap naar het eerste elftal.

### ND Triglav Kranj
Op 6 mei 2017 maakte Zec als A-junior zijn debuut in het eerste elftal van ND Triglav Kranj, dat destijds uitkwam op het tweede hoogste Sloveense niveau. Tijdens de met 2–3 gewonnen uitwedstrijd tegen NK Krka scoorde hij direct zijn eerste doelpunt in het betaald voetbal; in de 93e minuut maakte hij de winnende treffer. In de daaropvolgende twee wedstrijden werd hij opnieuw opgesteld door trainer Sinisa Brkic en leverde hij een bijdrage aan het kampioenschap van Triglav. In het seizoen 2017/18 maakte hij op 17-jarige leeftijd definitief de overstap naar de senioren. Op 15 juli 2017 debuteerde hij in de basis op het het hoogste niveau in Slovenië tijdens de uitwedstrijd tegen NK Ankaran. Onder trainer Anton Žlogar veroverde hij dat seizoen een vaste basisplaats en kwam hij tot 27 competitieduels. In de winterstop werd bekend dat Zec na het seizoen zou vertrekken naar Benfica. Triglav eindigde dat jaar als negende, waarna de club play-offs speelde tegen NK Drava Ptuj om lijfsbehoud. In de heenwedstrijd op 2 juni 2018 (1–2 winst) maakte Zec zijn eerste doelpunt op het hoogste niveau. Met een 4–2 overwinning in de return wist Triglav degradatie te voorkomen. Na afloop van het seizoen maakte Zec de overstap naar Benfica.

### Benfica B
Zec wist bij Benfica geen deel uit te maken van de eerste selectie en kwam terecht bij het tweede elftal van de club uit Lissabon. Ook daar slaagde hij er niet in een vaste basisplaats te veroveren. Hij maakte op 16 februari 2019 zijn debuut in de Liga Portugal 2, tijdens de 22e speelronde in de uitwedstrijd tegen Varzim SC. In het resterende deel van het seizoen 2018/19 kwam hij tot zes optredens onder trainer Renato Paiva. In het seizoen 2019/20 speelde hij, mede door de maatregelen rond COVID-19, slechts twee wedstrijden. Om meer speeltijd te krijgen werd hij in het seizoen 2020/21 verhuurd aan FK Roech Lviv in Oekraïne.  Na terugkeer bij Benfica vertrok hij en tekende hij bij NK Celje in Slovenië.

#### Verhuur aan FK Roech Lviv
Ook in Oekraïne slaagde Zec er niet in een vaste basisplaats te veroveren. Op 12 december 2020 maakte hij zijn debuut voor FK Roekh Lviv in de 13e speelronde van de Premjer Liha, tijdens de met 4–1 gewonnen thuiswedstrijd tegen SK Dnipro-1. Trainer Ivan Fedyk liet hem in blessuretijd invallen voor Miloš Stamenković. Zec kwam uiteindelijk tot negen wedstrijden voordat hij in mei 2021 terugkeerde naar het Iberisch Schiereiland.

### NK Celje
In de zomer van 2021 tekende Zec een driejarig contract bij NK Celje. Op 15 september 2021 maakte hij zijn debuut voor de club in de eerste ronde van de Sloveense voetbalbeker, tijdens de met 0–2 gewonnen uitwedstrijd tegen Tabor Sežana. Trainer Agron Šalja bracht hem in de 71e minuut in als vervanger van Matija Burin. Een week later volgde zijn competitiedebuut in de basis, eveneens in een uitwedstrijd tegen Tabor Sežana. Zec groeide dat seizoen uit tot vaste basisspeler en maakte op 25 februari 2022 zijn eerste doelpunt voor Celje, waarmee hij zijn ploeg in de 17e minuut op een 1–0 voorsprong zette in de met 3–2 gewonnen thuiswedstrijd tegen NK Aluminij. Hij sloot zijn eerste seizoen af met 27 basisplaatsen en vier doelpunten; Celje eindigde als achtste.
In het seizoen 2022/23 kreeg Zec bij NK Celje een nieuwe trainer, Roman Pilipčuk. Onder zijn leiding deed de ploeg lange tijd mee in de strijd om het kampioenschap. Zec leverde met 34 basisplaatsen en goed spel een belangrijke bijdrage aan het seizoen, dat werd afgesloten met een tweede plaats. Hierdoor maakte hij op 27 juli 2023 zijn Europese debuut in de kwalificatiewedstrijd voor de Conference League tegen Vitória Guimarães uit Portugal. Op 19 oktober 2023 verlengde hij zijn contract bij Celje tot 2026. Kort daarna, op 27 oktober, droeg hij voor het eerst de aanvoerdersband tijdens de thuiswedstrijd tegen NK Domžale, vanwege de afwezigheid van Denis Popović. Het seizoen werd afgesloten met het landskampioenschap. In het seizoen 2024/25 maakte Zec zijn debuut in de Champions League tijdens een kwalificatiewedstrijd tegen FC Flora uit Tallin. Op 19 oktober 2024 werd hij tijdens een competitiewedstrijd tegen NŠ Mura voor het eerst in zijn carrière met een rode kaart van het veld gestuurd na twee gele kaarten. In de winterstop van dat seizoen maakte hij de overstap naar de Duitse Bundesliga-club Holstein Kiel.

### Holstein Kiel
Eind 2024 werd bekend dat Zec een contract van onbekende duur had getekend bij Holstein Kiel. De Noord-Duitse club haalde hem om de verdediging te versterken in de strijd tegen degradatie uit de Bundesliga. Op 11 januari 2025 maakte hij zijn debuut voor Kiel in de eerste wedstrijd na de winterstop, een met 3-2 verloren uitwedstrijd tegen SC Freiburg. Trainer Marcel Rapp stelde hem direct op in de basis, waar hij samen met Marco Komenda en Timo Becker de defensie vormde. Op 24 januari 2025 maakte Zec zijn eerste doelpunt voor de club in het met 2-2 gelijkgespeelde uitduel tegen VfL Wolfsburg. In de 13e minuut bracht hij zijn ploeg met een kopbal op een 0-1 voorsprong. De rest van de tweede seizoenshelft bleef hij basisspeler en miste hij alleen de thuiswedstrijd tegen FC St. Pauli vanwege een schorsing. Ondanks zijn inzet en regelmatige optredens degradeerde Holstein Kiel aan het einde van het seizoen 2024/25 naar de 2. Bundesliga.

## Clubstatistieken
| Seizoen                     | Club             | Competitie      | Competitie | Competitie | Beker | Beker | Internationaal | Internationaal | Overig | Overig | Totaal | Totaal |
| Seizoen                     | Club             | Competitie      | Wed.       | Dlp.       | Wed.  | Dlp.  | Wed.           | Dlp.           | Wed.   | Dlp.   | Wed.   | Dlp.   |
| --------------------------- | ---------------- | --------------- | ---------- | ---------- | ----- | ----- | -------------- | -------------- | ------ | ------ | ------ | ------ |
| 2016/17                     | NK Triglav Kranj | 2.SNL           | 2 *        | 1          | –     | –     | –              | –              | –      | –      | 2      | 1      |
| 2017/18                     | NK Triglav Kranj | 1.SNL           | 29         | 0          | –     | –     | –              | –              | 2      | 1      | 31     | 1      |
| 2018/19                     | Benfica B        | LigaPro         | 7          | 0          | –     | –     | –              | –              | –      | –      | 7      | 0      |
| 2019/20                     | Benfica B        | LigaPro         | 2          | 0          | –     | –     | –              | –              | –      | –      | 2      | 0      |
| 2020/21                     | → Roech Lviv     | Premjer Liha    | 7          | 0          | –     | –     | –              | –              | –      | –      | 7      | 0      |
| 2021/22                     | NK Celje         | 1.SNL           | 29         | 4          | 3     | 0     | –              | –              | –      | –      | 32     | 4      |
| 2022/23                     | NK Celje         | 1.SNL           | 34         | 2          | 3     | 0     | –              | –              | –      | –      | 37     | 2      |
| 2023/24                     | NK Celje         | 1.SNL           | 33         | 2          | 1     | 0     | 6              | 0              | –      | –      | 40     | 2      |
| 2024/25                     | NK Celje         | 1.SNL           | 14         | 2          | 1     | 0     | 13             | 2              | –      | –      | 28     | 4      |
| 2024/25                     | Holstein Kiel    | 2. Bundesliga   | 18         | 2          | –     | –     | –              | –              | –      | –      | 1      | 0      |
| Carrière totaal             | Carrière totaal  | Carrière totaal | 175        | 13         | 8     | 0     | 19             | 2              | 2 **   | 1      | 204    | 16     |
| Bijgewerkt tot 17 juni 2025 |                  |                 |            |            |       |       |                |                |        |        |        |        |

* In het seizoen 2016/17 kwam Zec als A-junior uit voor het eerste elftal van NK Triglav Kranj.
** In het seizoen 2017/18 speelde hij met NK Triglav Kranj in de play-offs

## Interlandloopbaan
Zec kwam uit voor diverse Sloveense nationale jeugdelftallen, maar speelde met deze teams niet op een eindtoernooi. In januari 2024 debuteerde hij voor het Sloveens nationale elftal in een oefeninterland tegen de Verenigde Staten.

### Sloveense jeugdelftallen
Op 11 mei 2016 maakte Zec zijn debuut voor Slovenië –16 in een oefeninterland tegen Bosnië en Herzegovina.. Hij begon in de basis bij het met 0-2 gewonnen uitduel. Op 9 augustus 2018 scoorde hij zijn eerste doelpunt voor een Sloveens jeugdelftal; in een oefeninterland van Slovenië –18 tegen Italië bracht hij zijn team in de 15e minuut op een 2-0 voorsprong. De wedstrijd eindigde in 3-3. Met zowel Slovenië –19 als de –21 wist hij zich niet te kwalificeren voor een Europees eindtoernooi.
| Jeugdinterlands van David Zec voor Slovenië () | Jeugdinterlands van David Zec voor Slovenië () | Jeugdinterlands van David Zec voor Slovenië () | Jeugdinterlands van David Zec voor Slovenië () | Jeugdinterlands van David Zec voor Slovenië () | Jeugdinterlands van David Zec voor Slovenië () |
| №                                              | Datum                                          | Wedstrijd                                      | Uitslag                                        | Soort Wedstrijd                                | Doelpunten                                     |
| Als speler bij Slovenië –16                    | Als speler bij Slovenië –16                    | Als speler bij Slovenië –16                    | Als speler bij Slovenië –16                    | Als speler bij Slovenië –16                    | Als speler bij Slovenië –16                    |
| ---------------------------------------------- | ---------------------------------------------- | ---------------------------------------------- | ---------------------------------------------- | ---------------------------------------------- | ---------------------------------------------- |
| 1.                                             | 11 mei 2016                                    | Bosnië en Herzegovina – Slovenië               | 0 – 2                                          | Vriendschappelijk                              |                                                |
| Als speler bij Slovenië –17                    |                                                |                                                |                                                |                                                |                                                |
| 1.                                             | 25 oktober 2016                                | Frankrijk – Slovenië                           | 1 – 1                                          | EK-kwalificatie 2017                           |                                                |
| 2.                                             | 7 februari 2017                                | Slovenië – Griekenland                         | 0 – 1                                          | Vriendschappelijk                              |                                                |
| 3.                                             | 9 februari 2017                                | Slovenië – Griekenland                         | 0 – 0                                          | Vriendschappelijk                              |                                                |
| 4.                                             | 23 maart 2017                                  | Bosnië en Herzegovina – Slovenië               | 0 – 0                                          | EK-kwalificatie 2017                           |                                                |
| 5.                                             | 25 maart 2017                                  | Engeland – Slovenië                            | 4 – 0                                          | EK-kwalificatie 2017                           |                                                |
| 6.                                             | 28 maart 2017                                  | Tsjechië – Slovenië                            | 2 – 2                                          | EK-kwalificatie 2017                           |                                                |
| Als speler bij Slovenië –18                    |                                                |                                                |                                                |                                                |                                                |
| 1.                                             | 9 augustus 2017                                | Slovenië – Italië                              | 3 – 3                                          | Vriendschappelijk                              | Goal                                           |
| 2.                                             | 21 maart 2018                                  | Slovenië – Zwitserland                         | 2 – 1                                          | Vriendschappelijk                              |                                                |
| Als speler bij Slovenië –19                    |                                                |                                                |                                                |                                                |                                                |
| 1.                                             | 4 oktober 2017                                 | Hongarije – Slovenië                           | 2 – 1                                          | EK-kwalificatie 2018                           |                                                |
| 2.                                             | 10 oktober 2017                                | Nederland – Slovenië                           | 2 – 2                                          | EK-kwalificatie 2018                           | Goal                                           |
| 3.                                             | 4 september 2018                               | Slovenië – Frankrijk                           | 3 – 3                                          | Vriendschappelijk                              |                                                |
| 4.                                             | 10 oktober 2018                                | Slovenië – Hongarije                           | 1 – 2                                          | EK-kwalificatie 2019                           |                                                |
| 5.                                             | 13 oktober 2018                                | Slovenië – Oostenrijk                          | 2 – 2                                          | EK-kwalificatie 2019                           |                                                |
| 6.                                             | 16 oktober 2018                                | Kosovo – Slovenië                              | 1 – 4                                          | EK-kwalificatie 2019                           |                                                |
| 7.                                             | 20 maart 2019                                  | Spanje – Slovenië                              | 1 – 1                                          | EK-kwalificatie 2019                           |                                                |
| 8.                                             | 23 maart 2019                                  | Nederland – Slovenië                           | 2 – 0                                          | EK-kwalificatie 2019                           |                                                |
| Als speler bij Slovenië –21                    |                                                |                                                |                                                |                                                |                                                |
| 1.                                             | 7 juni 2019                                    | Zwitserland – Slovenië                         | 2 – 1                                          | Vriendschappelijk                              |                                                |
| 2.                                             | 10 juni 2019                                   | Slovenië – Georgië                             | 1 – 1                                          | Vriendschappelijk                              |                                                |
| 3.                                             | 8 september 2019                               | Slovenië – Frankrijk                           | 2 – 2                                          | Vriendschappelijk                              |                                                |
| 4.                                             | 11 oktober 2019                                | Slovenië – Engeland                            | 2 – 2                                          | Vriendschappelijk                              |                                                |
| 5.                                             | 15 oktober 2019                                | Slovenië – Hongarije                           | 1 – 0                                          | Vriendschappelijk                              |                                                |
| 6.                                             | 14 november 2019                               | Portugal – Slovenië                            | 0 – 0                                          | Vriendschappelijk                              |                                                |
| 7.                                             | 7 september 2020                               | Hongarije – Slovenië                           | 3 – 3                                          | Vriendschappelijk                              |                                                |
| 8.                                             | 17 november 2020                               | Slovenië – Rusland                             | 2 – 2                                          | Vriendschappelijk                              |                                                |
| 9.                                             | 2 september 2021                               | Tsjechië – Slovenië                            | 1 – 0                                          | EK-kwalificatie 2023                           |                                                |
| 10.                                            | 6 september 2021                               | Andorra – Slovenië                             | 0 – 1                                          | EK-kwalificatie 2023                           |                                                |
| 11.                                            | 7 oktober 2021                                 | Engeland – Slovenië                            | 2 – 2                                          | EK-kwalificatie 2023                           |                                                |
| 12.                                            | 16 november 2021                               | Slovenië – Tsjechië                            | 1 – 1                                          | EK-kwalificatie 2023                           | Goal                                           |
| 13.                                            | 25 maart 2022                                  | Kosovo – Slovenië                              | 0 – 0                                          | EK-kwalificatie 2023                           |                                                |
| 14.                                            | 29 maart 2022                                  | Slovenië – Kosovo                              | 0 – 0                                          | EK-kwalificatie 2023                           |                                                |
| 15.                                            | 9 juni 2022                                    | Slovenië – Andorra                             | 2 – 0                                          | EK-kwalificatie 2023                           |                                                |
| 16.                                            | 13 juni 2022                                   | Engeland – Slovenië                            | 1 – 2                                          | EK-kwalificatie 2023                           |                                                |
| Bijgewerkt tot 12 januari 2025                 |                                                |                                                |                                                |                                                |                                                |

### Slovenië
In oktober 2023 werd Zec door bondscoach Matjaž Kek voor het eerst opgeroepen voor het Sloveens nationaal elftal voor de EK-kwalificatiewedstrijden tegen Finland en Noord-Ierland. Beide wedstrijden kwam hij niet in actie. Hij maakte zijn debuut op 20 januari 2024, toen hij in de basis begon tijdens een oefeninterland tegen de Verenigde Staten.
| Interlands van David Zec voor Slovenië | Interlands van David Zec voor Slovenië | Interlands van David Zec voor Slovenië | Interlands van David Zec voor Slovenië | Interlands van David Zec voor Slovenië | Interlands van David Zec voor Slovenië |
| №                                      | Datum                                  | Wedstrijd                              | Uitslag                                | Soort Wedstrijd                        | Doelpunten                             |
| -------------------------------------- | -------------------------------------- | -------------------------------------- | -------------------------------------- | -------------------------------------- | -------------------------------------- |
| 1.                                     | 20 januari 2024                        | Verenigde Staten – Slovenië            | 0 – 1                                  | Vriendschappelijk                      |                                        |
| 2.                                     | 10 juni 2025                           | Slovenië – Bosnië en Herzegovina       | 2 – 1                                  | Vriendschappelijk                      |                                        |
| Bijgewerkt tot 17 juni 2025            |                                        |                                        |                                        |                                        |                                        |

## Erelijst
| Competitie       |                  |                  |                  |                  |
| Competitie       | Aantal           | Jaren            |                  |                  |
| ND Triglav Kranj | ND Triglav Kranj | ND Triglav Kranj | ND Triglav Kranj | ND Triglav Kranj |
| ---------------- | ---------------- | ---------------- | ---------------- | ---------------- |
| Kampioen 2.SNL   | 1x               | 2016/17          |                  |                  |
| NK Celje         |                  |                  |                  |                  |
| Kampioen 1.SNL   | 1x               | 2023/24          |                  |                  |